# Вольский, Лукаш

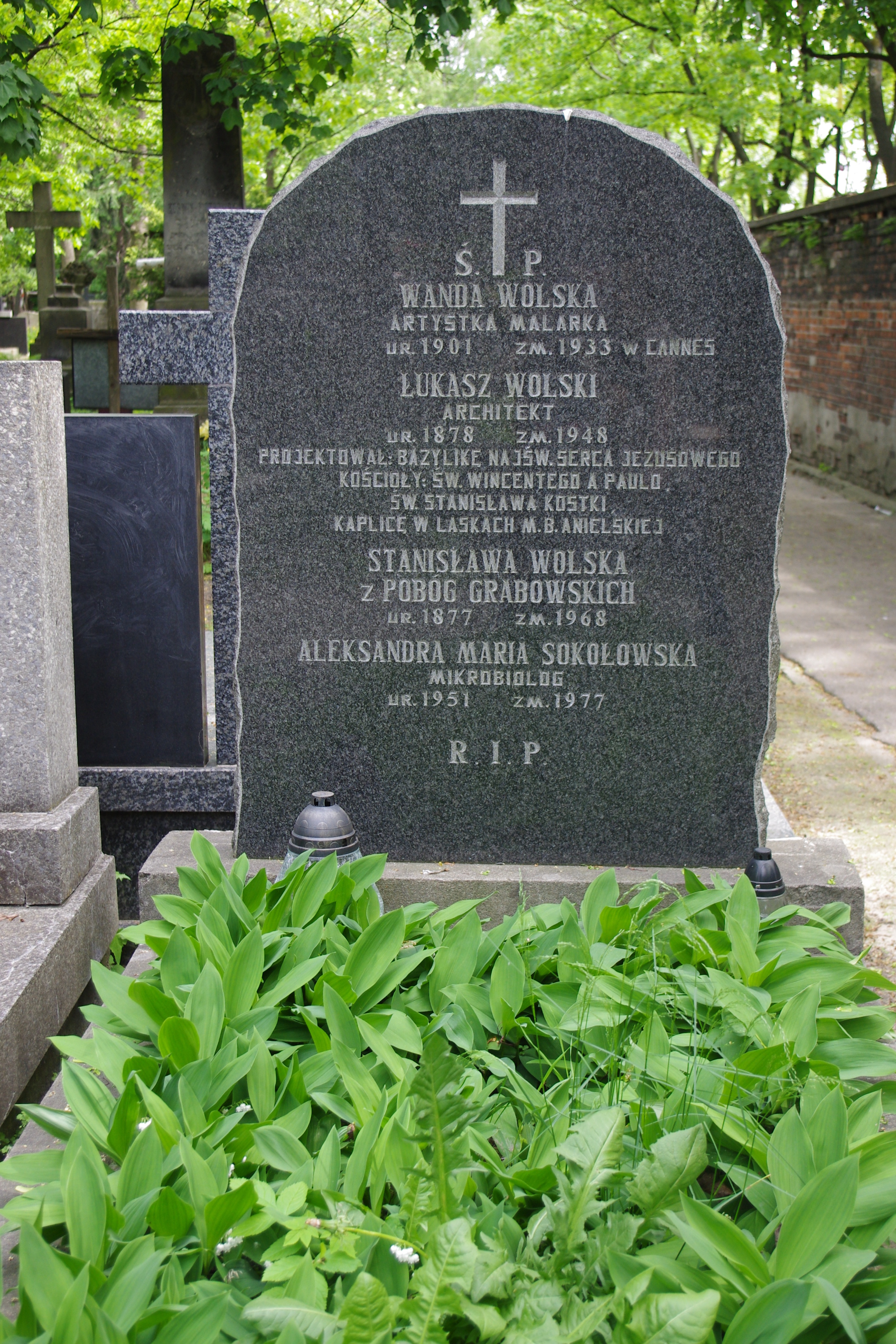
Могила Лукаша Вольского, Старые Повонзки, Варшава

Лу́каш Во́льский (пол. Łukasz Wolski, 1878 год — 1948 год, Варшава, Польша) — польский архитектор.
Спроектировал несколько католических церквей в Варшаве и её окрестностях:
- Базилика Пресвятого Сердца Иисуса в Варшаве. Построена в 1923 году. Охраняемый памятник Мазовецого воеводства;
- Церковь святого Станислава Костки в Варшаве;
- Церковь святого Викентия де Поля в городе Отвоцк;
- Церковь Пресвятой Девы Марии в населённом пункте Ляски.

Похоронен на варшавском кладбище Старые Повонзки.

## Галерея

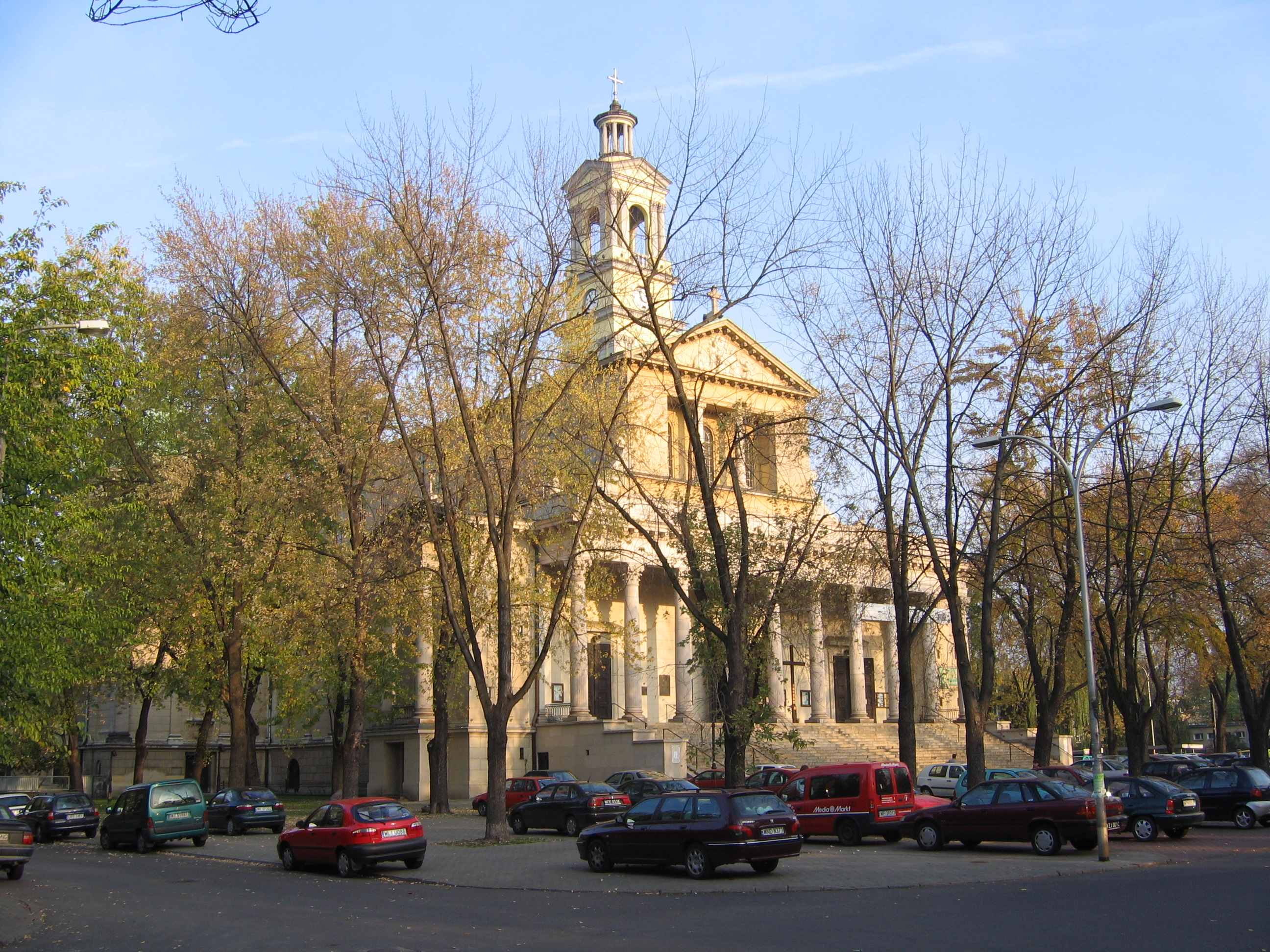
Базилика Пресвятого Сердца Иисуса, Варшава
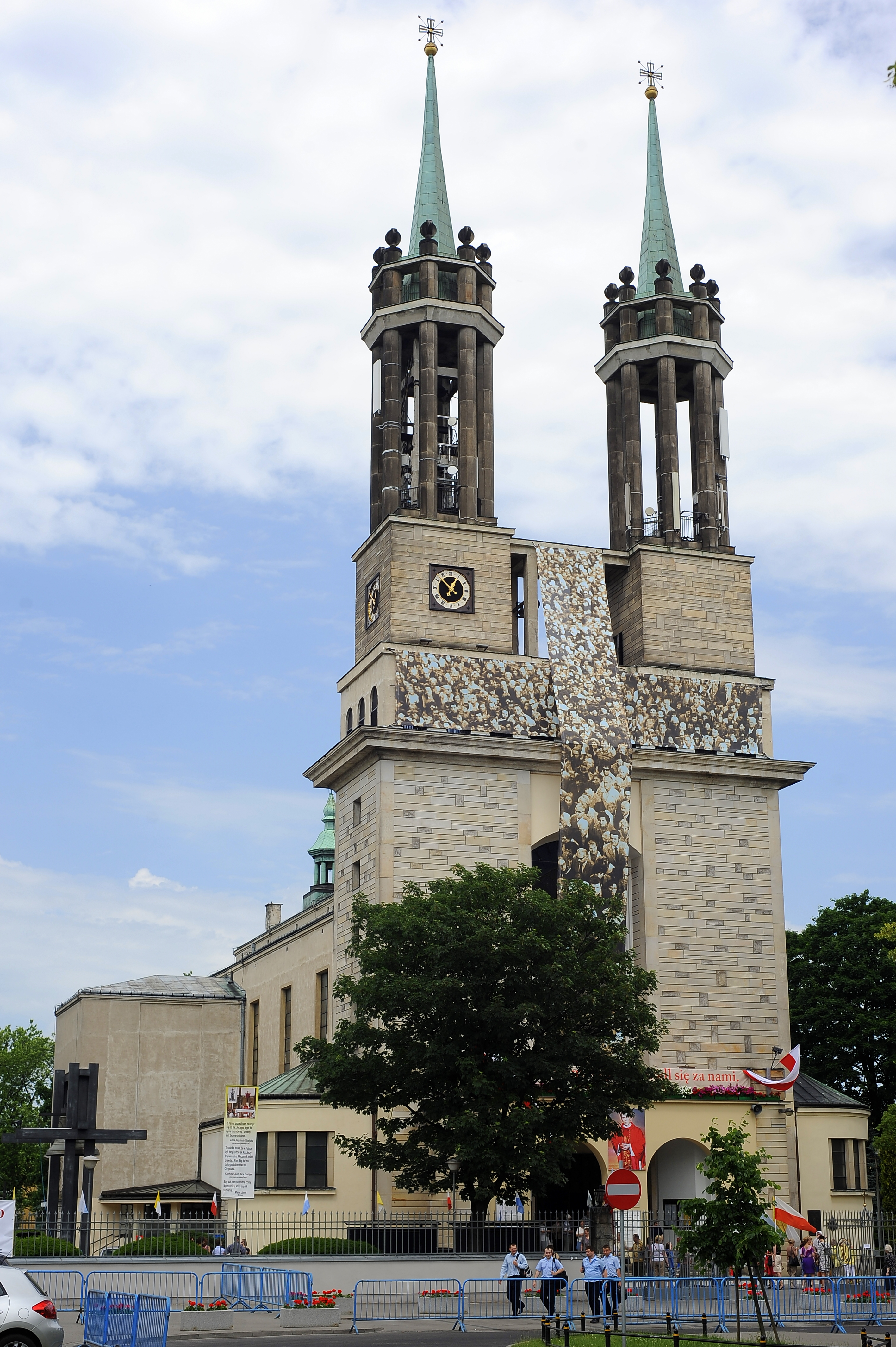
Церковь святого Станислава Костки, Варшава
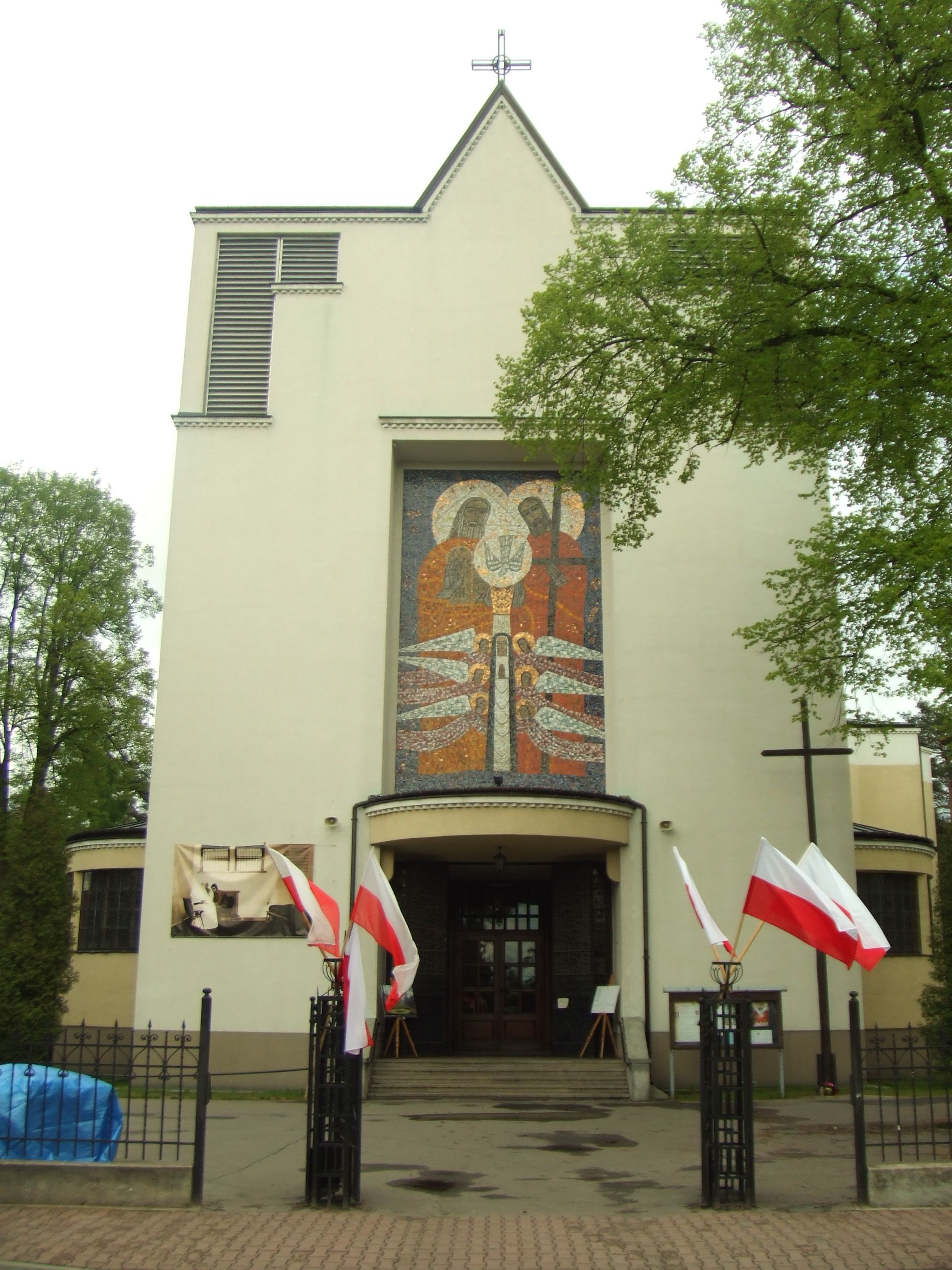
Церковь святого Викентия де Поля, Отвоцк
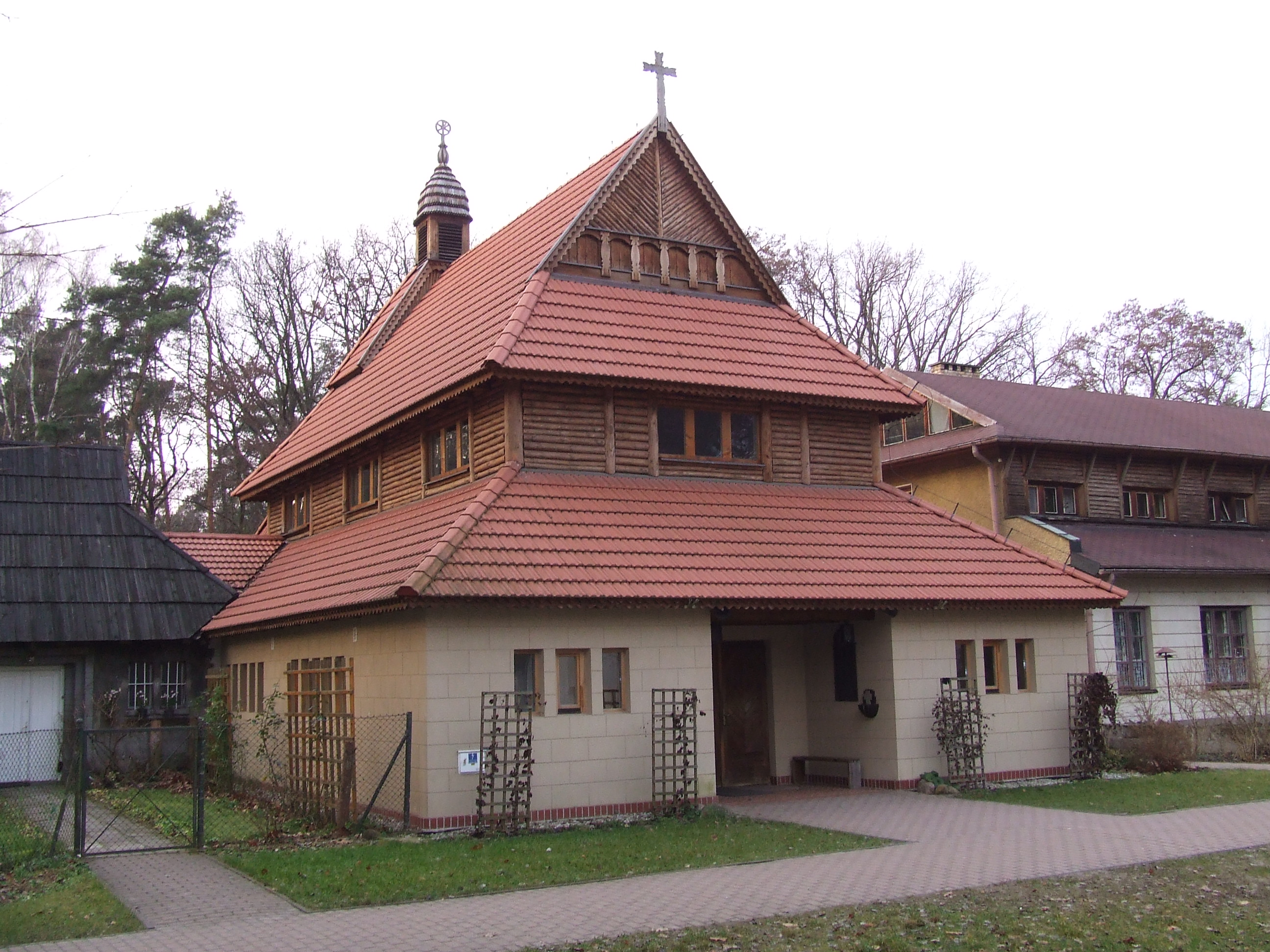
Церковь Пресвятой Девы Марии Ангельской, Ляски